# Кларк Керр, Арчибальд
Арчибальд Кларк Керр, 1-й барон Инверчепел (англ. Archibald John Kerr Clark Kerr; 17 марта 1882, Австралия — 5 июля 1951) — британский дипломат. Барон (1946). Шотландец по происхождению.
Член Тайного совета Великобритании с 1944 года.
На дипломатической службе с 1905 года.
С ноября 1916 года и до конца Первой мировой войны служил добровольцем в полку Шотландской гвардии (Британская пехота).
В 1925—1928 годах посланник Великобритании в республиках Центральной Америки.
В 1928—1930 годах посланник Великобритании в Чили.
В 1931—1934 годах посланник Великобритании в Швеции.
В 1935—1938 годах посол Великобритании в Ираке.
В 1938—1942 годах посол Великобритании в Китае.
В 1942—1946 годах посол Великобритании в СССР. С осени 1941 года посольство Великобритании находилось в Куйбышеве, в Москву вернулось в 1943 году.
В СССР Кларк Керр прибыл в начале марта 1942 года. 28 марта принят Сталиным в Москве.
В начале 1946 года был направлен в качестве специального британского посланника в Индонезию с целью урегулирования голландско-индонезийского конфликта.
В 1946—1948 годах посол Великобритании в США.
В январе 1946 года был возведён в пэры, получив титул барона Инверчепела (англ. Inverchapel).
C 1929 года был женат на Марии Терезе Диас Салас (Maria Teresa Diaz Salas). В последние десятилетия в англоязычных СМИ муссируются слухи о личной жизни Арчибальда Кларка Керра.
Рыцарь Великого Креста ордена Святого Михаила и Святого Георгия (1942, рыцарь-командор 1935).